# اوشترویتس
اوشترویتس (به آلمانی: Osterwitz) یک منطقهٔ مسکونی در اتریش است که در دویچلندسبرگ واقع شده‌است. اوشترویتس ۴۵٫۳۶ کیلومتر مربع مساحت دارد ۱٬۱۴۳ متر بالاتر از سطح دریا واقع شده‌است.